# De pupil
De pupil is een novelle van Harry Mulisch uit 1987 over een jeugdherinnering van een 60-jarige schrijver, die vaststelt dat 'naarmate men ouder wordt, het makkelijker wordt geheimen van vroeger te onthullen'.
Het verhaal speelt zich af in Italië, aan het einde van de Tweede Wereldoorlog. Harry, die in het verhaal aan bod komt vanuit het ik-perspectief, is een 18-jarige Nederlandse jongen die naar Italië is gelift en werkt als pompbediende bij een tankstation. In de zomer komt er een luxe auto voorrijden met daarin een oude Belgische dame, Mme. Sasserath, die de weduwe van de steenrijk geworden uitvinder van de veiligheidsspeld blijkt te zijn. Als zij erachter komt dat Harry over schrijverstalenten beschikt, nodigt zij hem uit om mee te gaan naar haar villa op Capri, om daar zijn talent verder te ontplooien.
Eenmaal op Capri wordt Harry overweldigd door de rijkdom in de villa van Mme. Sasserath. Als hij zich eenmaal tot schrijven weet aan te zetten, schrijft hij hele vellen vol, maar hij maakt niets af en wordt bang dat hij eigenlijk niet kan schrijven. Toch weet hij Mme. Sasserath een dienst te bewijzen. Zij lijdt namelijk aan slapeloosheid doordat ze niet kan dromen. Als Harry haar een eerder door haarzelf opgeschreven droom laat oplezen, valt ze direct in slaap.
Kort daarna opent Mme. Sasserath een stoeltjeslift in de vorm van een veiligsheidsspeld op de Vesuvius. Zij en Harry stappen als eerste in. Tot zijn verbazing ziet Harry daarna tegenliggers, die al aan de afdaling zijn begonnen - terwijl hij zeker weet dat hij en Mme. Sasserath als eerste zijn ingestapt. Hij denkt de mensen te herkennen, maar weet niet waarvan. Na een tijdje merkt hij dat Mme. Sasserath niet meer naast hem zit. Eenmaal beneden beginnen de mensen hem voor moordenaar uit te maken, omdat zij denken dat hij Mme. Sasserath vermoord zou hebben. Hij weet de beschuldigingen te weerleggen maar keert de volgende dag terug naar Nederland.